# Lyssomanes trinidadus
Lyssomanes trinidadus là một loài nhện trong họ Salticidae.
Loài này thuộc chi Lyssomanes. Lyssomanes trinidadus được Dmitri Viktorovich Logunov & Yuri M. Marusik miêu tả năm 2003.